# Erica turgida
Erica turgida är en ljungväxtart som beskrevs av Richard Anthony Salisbury. Erica turgida ingår i släktet klockljungssläktet, och familjen ljungväxter. Inga underarter finns listade i Catalogue of Life.

## Bildgalleri

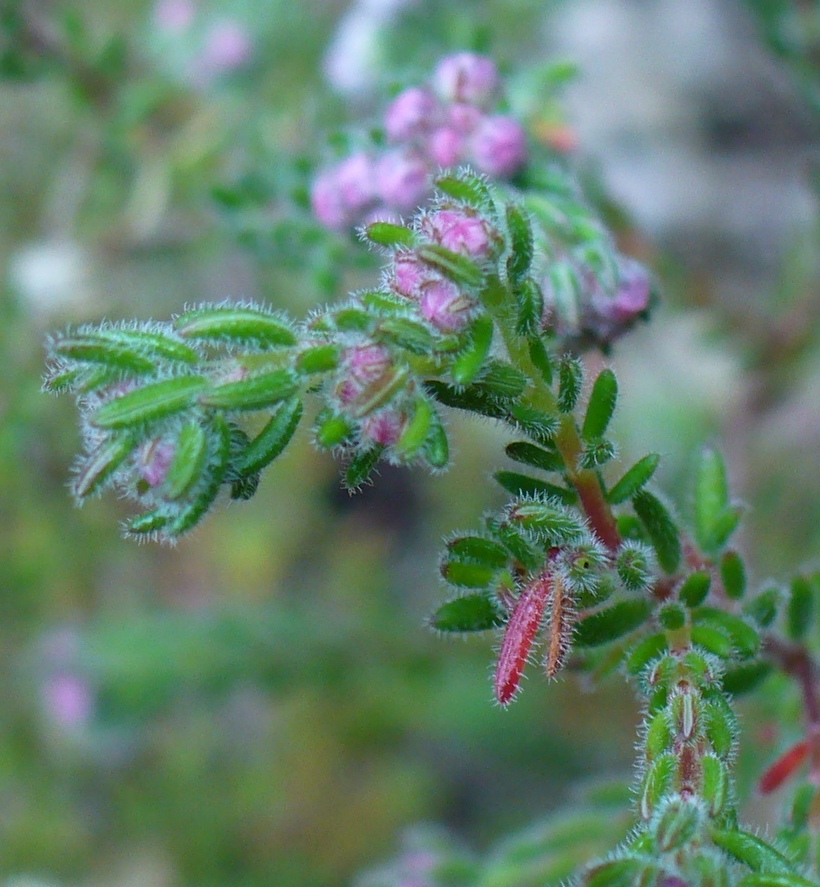
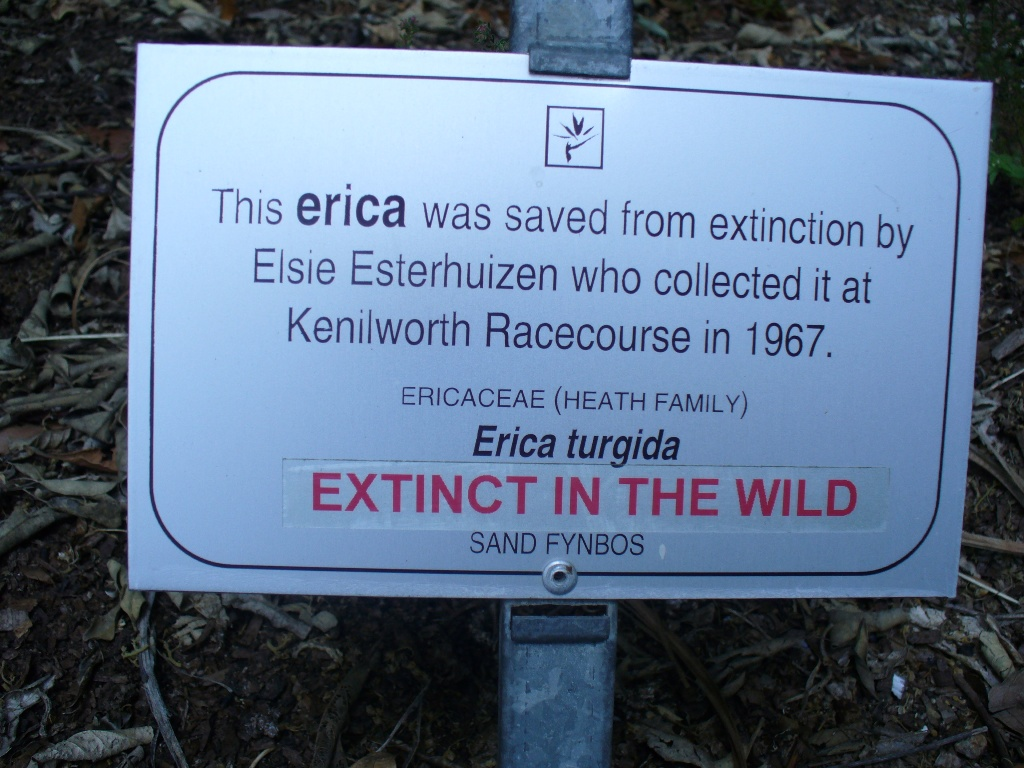